# Withius piger
Espèce
Synonymes
- Chelifer piger Simon, 1878
- Chelifer subruber Simon, 1879
- Chelifer oculatus Beier, 1929

Withius piger est une espèce de pseudoscorpions de la famille des Withiidae.

## Distribution
Cette espèce se rencontre :
- en Espagne, au Portugal, en France, au Royaume-Uni, aux Pays-Bas, au Danemark, en Allemagne, en Suisse, en Autriche, en Italie, en Croatie, en Hongrie, à Malte, en Azerbaïdjan ;
- en Turquie, en Syrie, en Inde, au Sri Lanka, en Chine, à Taïwan, aux Philippines ;
- au Maroc en Algérie, en Tunisie, en Libye, en Égypte, au Tchad, en Tanzanie, aux Seychelles, au Ghana, au Sénégal, à Sainte-Hélène ;
- en Nouvelle-Zélande, en Australie, aux Îles Salomon, aux Samoa ;
- aux États-Unis, au Mexique, à Cuba, au Brésil et au Chili.

## Description
L'holotype mesure 2,5 mm.

## Publication originale
- Simon, 1878 : Études arachnologiques. Septième mémoire (1) XI. Liste des espèces de la famille des Cheliferidae qui habitant l'Algérie et le Maroc. Annales de la Société Entomologique de France, no 5, vol. 8, p. 145-153 (texte intégral).